# Krzemień (powiat makowski)
Krzemień – wieś sołecka w Polsce położona w województwie mazowieckim, w powiecie makowskim, w gminie Karniewo.
Na terenie wsi ustanowiono dwa sołectwa: Krzemień Nowy i Krzemień Górki

W latach 1975–1998 miejscowość należała administracyjnie do województwa ciechanowskiego.